# Компост

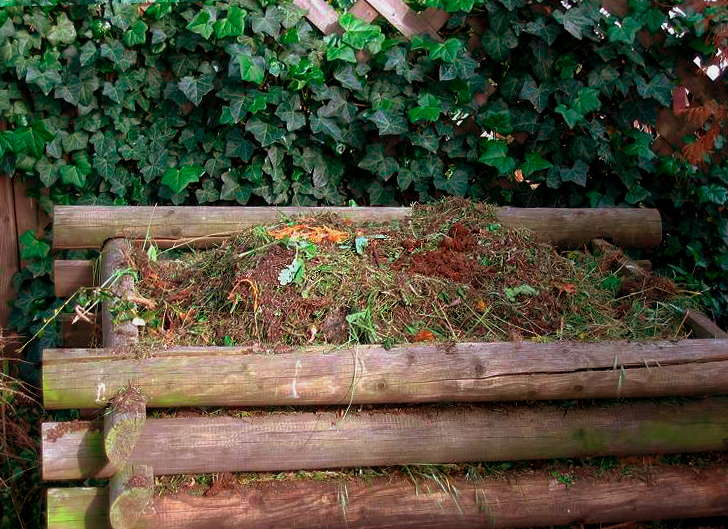
Компостный ящик в саду. Промежуток между брёвнами обеспечивает доступ кислорода, необходимого для работы микроорганизмов

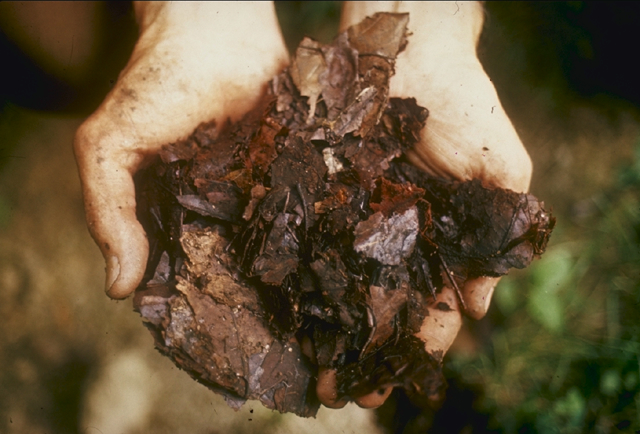

Компо́ст (нем. Kompost, итал. composta, от лат. compositus — «составной») — органическое удобрение, получаемое в результате разложения различных органических материалов под влиянием деятельности микро- (бактерии, грибы и т. д.) и макроорганизмов (насекомые, черви и т. д.). Процесс образования компоста называют компостированием.

## Компостирование
Это аэробный процесс (требующий присутствия воздуха) разложения органических твердых отходов. Поэтому сырьё для компостирования обычно помещают в бурты и компостеры (компостные ящики, бочки, специальные конструкции), а не в компостные ямы, где сложнее обеспечить доступ кислорода. Помимо воздуха компостирование требует поддержания внутреннего биологического тепла, достаточной влажности и наличия перерабатывающих организмов, которым в свою очередь для эффективной деятельности требуется:
- Углерод необходим для энергии; при окислительно-восстановительных реакциях с участием углерода выделяется тепло;
- Азот — важный элемент для почвенных организмов (см. азотистый обмен почвы);
- Кислород необходим для окисления углерода;
- Вода — достаточная влажность необходима для протекания процессов разложения, но при этом должны быть сохранены аэробные условия[3].

Скорость созревания компоста определяется соотношением этих веществ. Для поддержания достаточного количества кислорода и правильного уровня влажности требуется аэрирование компостируемого материала (перелопачивание, перемешивание) и, возможно, полив. При оптимальном соотношении воды и воздуха температура в компосте достигает +50…+70 °C с постепенным снижением, пока материалы не будут переработаны. Обычно зрелый компост можно получить через два года после закладки, но с современными ускорителями компостирования или аэрированием компостной кучи процесс сокращается до одного сезона.
При компостировании в органической массе повышается содержание доступных растениям элементов питания (азота, фосфора, калия и других), обезвреживаются патогенная микрофлора и яйца гельминтов, уменьшается количество целлюлозы, гемицеллюлозы и пектиновых веществ (вызывающих переход растворимых форм азота и фосфора почвы в менее усваиваемые растениями органические формы), удобрение становится сыпучим, что облегчает его внесение в почву.

### Масштабы производства компоста
В зависимости от масштаба компостирование может быть централизованным или частным.

#### Централизованное компостирование

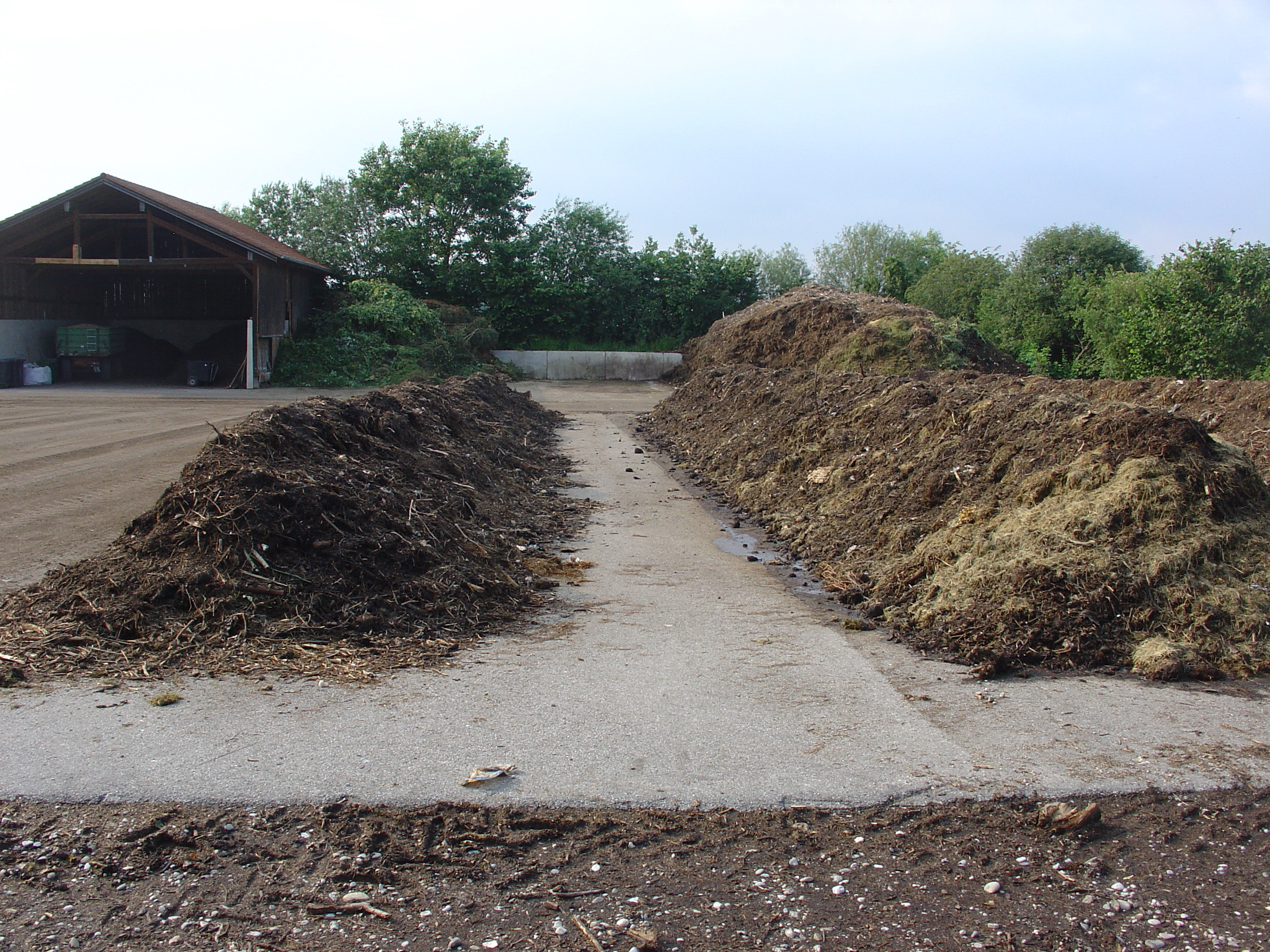
Завод по производству компоста из органических и сельскохозяйственных отходов в сельской местности Германии. Компостируемый материал сложен в бурты

Централизованное компостирование производят органы местного самоуправления, предприятия по переработке мусора, агрохолдинги и т. д. Централизованное компостирование аэробным способом в промышленных объёмах проводят в полевых условиях или на мусороперерабатывающих заводах.
В России и странах СНГ широкое распространение получила предложенная ВНИИМЗ технология производства компоста многоцелевого назначения (КМН)[значимость факта?], производимого путём ускоренного компостирования навоза, птичьего помёта и других субстратов в специальных камерах-биоферментерах в режиме аэробной твердофазной ферментации. Указанная технология отнесена Министерством сельского хозяйства РФ к наилучшим приоритетным апробированным базовым технологиям.

#### Частное компостирование
Частное компостирование производят домовладельцы на своих личных подсобных хозяйствах, на задних дворах, огородах или в общественных компостерах, если такие организованы поблизости. Для этого используют компостные ящики, кучи, компостеры, расположенные на участке. Некоторые огородники применяют технологию образования компоста непосредственно на грядках, где выращиваются культурные растения. Также существуют технологии компостирования внутри помещений, хотя это требует особых технологий для обеспечения гигиеничности процесса (например, использование добавок — бокаши).

### Технологии компостирования

#### Вермикомпостирование

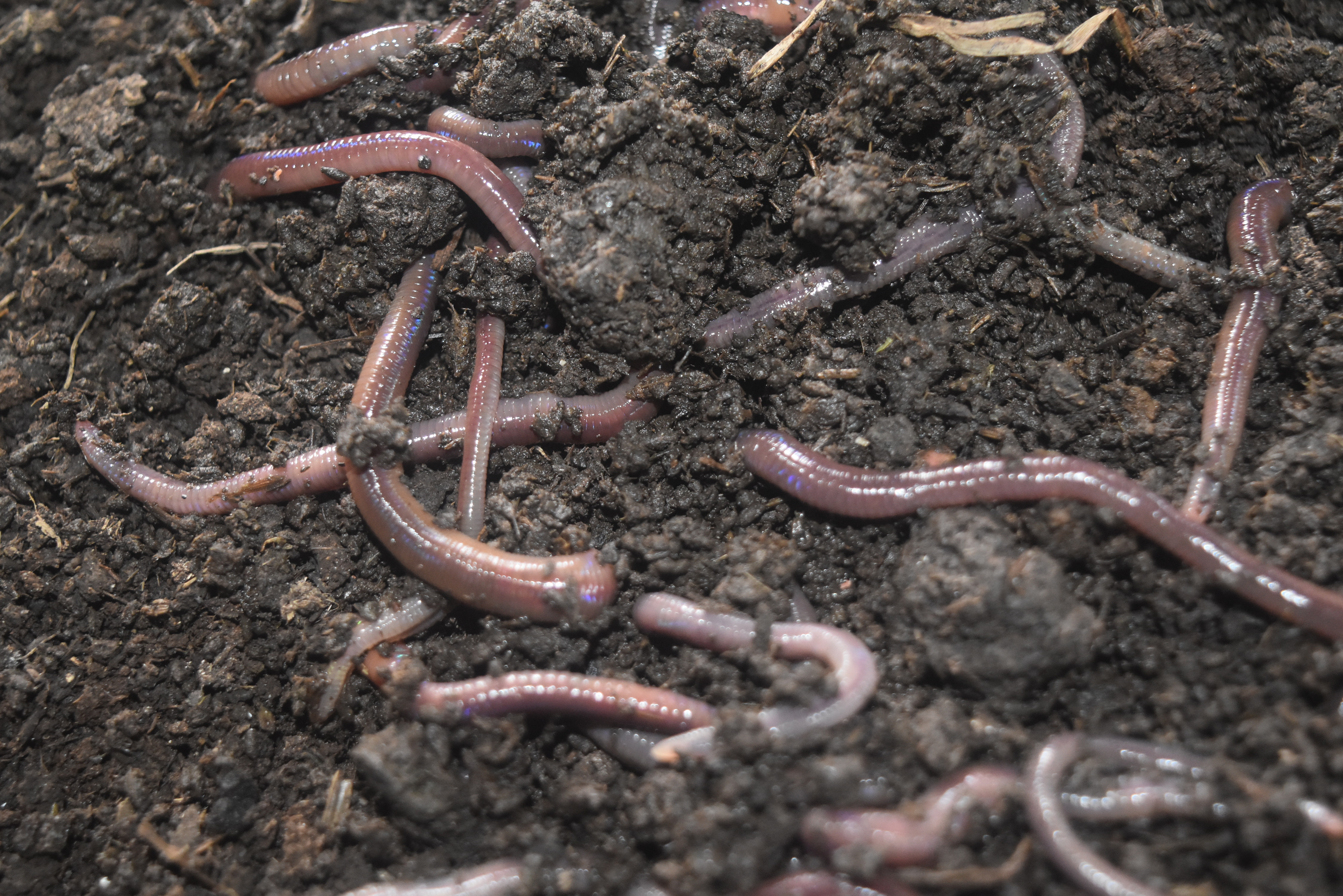
Африканский ночной выползок используются в качестве редуцента

Вермикомпост — это продукт или процесс деградации органического материала с использованием различных видов червей, обычно навозных червей, червей Гриндала (лат. Enchytraeus buchholzi) и земляных червей, для создания гетерогенной смеси разлагающихся овощных или пищевых отходов (за исключением мяса, молочных продуктов, жиров или масел). Биогумус является конечным продуктом распада органического вещества под воздействием червей.

#### Компостный туалет
Компостный туалет накапливает человеческие экскременты. Они добавляются в кучу компоста, которая может находиться в камере под сиденьем туалета. Обычно также к массе добавляются углеродосодержащие материалы: опилки, солома, торф и др. В некоторых туалетах для компостирования не требуется вода или электричество, но есть и конструкции с водой. Если вода не используется, то туалет попадает в категорию сухих туалетов. В некоторых компостных туалетных конструкциях используется отвод мочи. При правильном управлении компостные туалеты не пахнут. Процесс компостирования в этих туалетах до некоторой степени разрушает патогены, что зависит от температуры (мезофильные или термофильные условия) и времени компостирования.

#### Тёплые грядки
Тёплые грядки

## Сырьё для компостов

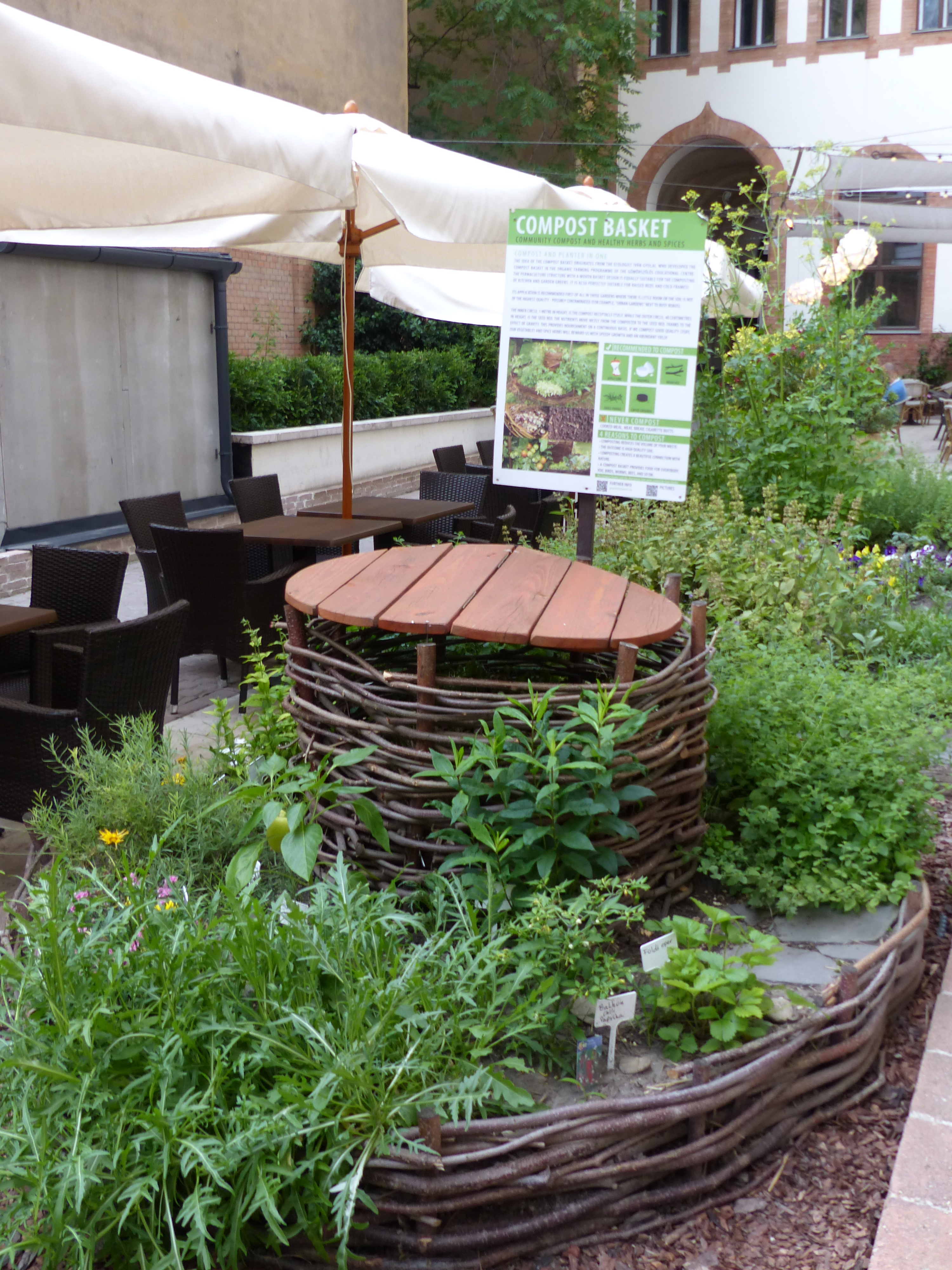
Общественный компостер на улице в виде корзины. Будапешт, Венгрия

Основные материалы для приготовления компостов:
- отходы животноводства — навоз и навозная жижа, птичий помёт, непригодные корма;
- отходы растениеводства — различные огородные сорняки, пасынки, скошенная газонная трава, некондиционные плоды;
- отходы переработки с/х продукции — ботва корнеплодов, льняная и конопляная костра, стебли подсолнечника, кочерыжки кукурузы и пр;
- отходы деревообработки — древесная листва, опилки, стружка;
- бытовые отходы — кухонные растительные остатки (огрызки, кожура фруктов и овощей, шелуха семечек, кофейный жмых), яичная скорлупа, фекалии;
- прочие отходы — осадки сточных вод, отходы кожевенных заводов, боен и другие;
- торф.

Общепринято сырье для компоста делить на «зелёное» и «коричневое». В зелёном сырье много азота, а в коричневом — углерода. Оптимально соотношение углерода к азоту в компостируемом материале 25-30 к 1. Так в свежескошенной траве это соотношение равно 15:1, а в сухих опавших листьях — 50:1, то есть комбинация их в равных по объёму долях даст близкую к оптимальной смесь.
| Сырьё               | Соотношение C / N |
| ------------------- | ----------------- |
| Оптимум             | 27                |
| Измельченный картон | 350               |
| Стебли кукурузы     | 75                |
| Отходы фруктов      | 35                |
| Сухие листья        | 60                |
| Измельченная газета | 175               |
| Скорлупа арахиса    | 35                |
| Сосновая хвоя       | 80                |
| Опилки              | 325               |
| Солома              | 75                |
| Щепки               | 400               |
| Люцерна             | 12                |
| Клевер              | 23                |
| Кофейная гуща       | 20                |
| Пищевые отходы      | 20                |
| Садовые отходы      | 30                |
| Срезанная трава     | 20                |
| Сено                | 25                |
| Навоз               | 15                |
| Водоросли           | 19                |
| Растительные отходы | 25                |
| Сорняки             | 30                |

Распространены компосты торфонавозные (соотношение компонентов 1: 0,25-1), торфожижевые и торфофекальные (1: 0,5-1), навозноземляные (до 30 % земли), навозно-фосфоритные (1-2 % фосфоритной муки) и др.
С 2019 года американские штаты Вашингтон, Колорадо, Орегон, Вермонт, Калифорния и Нью-Йорк узаконили компостирование человека, похоронную практику представляющей собой альтернативу традиционному погребению и кремации. Аргументами сторонников компостирования человека являются недостатки традиционных похоронных практик, такие как загрязнение окружающей среды (почвы, грунтовых вод, воздуха) и необходимость поиска всё больших территорий под кладбища. По специальной технологии человеческие трупы превращаются в питательную земельную среду и могут использоваться в качестве удобрений.

## Применение в сельском хозяйстве
Компосты применяют под все культуры, примерно в тех же дозах, что и навоз (15—40 т/га). Вносят их в пару (что значит разбросать по свежевспаханному полю, например, перед посадкой картофеля), под зяблевую вспашку и перепашку, в лунки при посадке рассады. По «удобрительным» свойствам компосты не уступают навозу, а некоторые из них (например, торфонавозные с фосфоритной мукой) превосходят его.